# Abraham Kepsin
Abraham Kepsin (geb. 10. Februar 1980 in Malampa) ist ein ehemaliger vanuatuischer Sprinter.
Er trat bei den Olympischen Sommerspielen 2000 in Sydney an. Im Wettlauf über 100 m schied er im Vorlauf aus.